# Kralanh
Kralanh là một huyện thuộc tỉnh Xiêm Riệp, tây bắc Campuchia. Theo thống kê năm 1998, dân số toàn huyện là 56,915.